# ゆるふわ
| ウィキペディアには「ゆるふわ」という見出しの百科事典記事はありません（タイトルに「ゆるふわ」を含むページの一覧/「ゆるふわ」で始まるページの一覧）。 代わりにウィクショナリーのページ「ゆるふわ」が役に立つかもしれません。 |